# Castagna di Montella
La castagna di Montella IGP è un prodotto ortofrutticolo italiano a Indicazione geografica protetta.
La sua produzione si estende su sette comuni della provincia di Avellino.

## Storia
Secondo molti l'importazione del castagno dall'Asia Minore, risalirebbe al VI-V secolo a.C. E quindi anche la sua coltivazione e consumazione del frutto.
Già dal 571, quindi con i Longobardi, si intuì l'importanza della coltura e fu così emanata la prima legge per la tutela del frutto, evidentemente già all'epoca ritenuta una preziosa risorsa.
Le favorevoli condizioni pedo-climatiche hanno quindi agevolato la diffusione della pianta in gran parte dell'Irpinia, con varietà locali differenziate per tipologia e utilizzo (si cita ad esempio la castagna di Trevico, fregiantesi del marchio PAT e destinata in prevalenza alla produzione di caldarroste).

A Montella, poi, la storia e lo sviluppo del borgo e della castagna hanno camminato di pari passo. Giano Anisio, ospitato nel palazzo di corte dei Cavaniglia, conti di Montella, scrive nel XVI secolo: 
 Il Giustiniani nel Settecento scrisse 
Nel 2012, la produzione è stata gravemente compromessa dalla veloce diffusione di un parassita, il cinipide galligeno del castagno, considerato l'insetto più nocivo a livello mondiale per il castagno a causa del veloce deperimento delle piante che attacca e che nel 2012 ha provocato un calo nella produzione di oltre l'80%.

## La tutela e la qualità
Il frutto ha ricevuto nel 1987 la Denominazione di Origine Controllata (DOC) risultando unico caso in Italia di prodotto ortofrutticolo.
Il 14 luglio 1992 la Commissione UE, con Regolamento CEE N. 2081/92 ha attribuito alla Castagna di Montella il riconoscimento di Indicazione geografica protetta (IGP).
Tutelando così la genuinità e la tipicità del prodotto, individuandone l'area di origine e produzione, nella stessa dove deve avvenire la trasformazione.
Negli ultimi tempi è stato costituito un Consorzio di tutela al fine di vigilare alla corretta applicazione del disciplinare.

## Area di produzione e caratteristiche

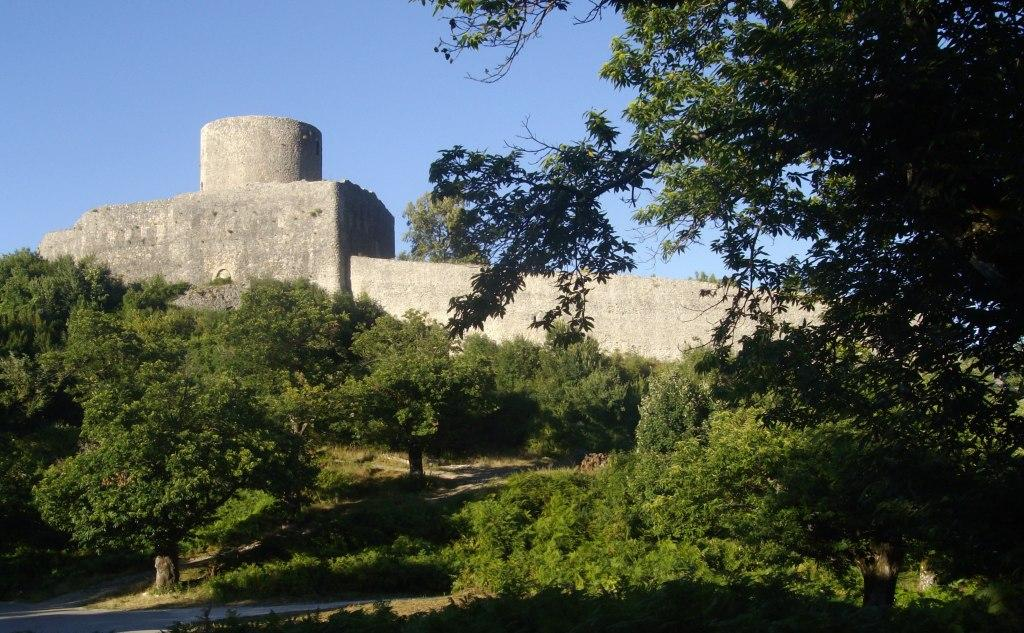
Castagneto a ridosso del Castello di Montella

Il disciplinare delimita un'area di produzione della "Castagna di Montella" IGP ai territori di Montella (dove si concentrano i due terzi della superficie), Calabritto, Bagnoli Irpino, Nusco, Cassano Irpino, Volturara Irpina, e una parte del comune di Montemarano e precisamente alla contrada Bolifano.
L'altezza designata per i castagneti è tra i 500 e i 1000 metri, su terreni con esposizione favorevole, in modo da conferire al prodotto le specifiche caratteristiche di qualità. Sesti di impianto, potature, raccolta devono essere quelli tradizionali e sono proibite tutte le pratiche di forzatura.
La "Castagna di Montella" deriva almeno per il 90% dalla varietà "Palummina" e,
per il restante 10% al massimo, da altre varietà e in particolare dalla "Verdola".
Dall'art. 3 del disciplinare leggiamo:
- pezzatura: media o medio-piccola (75-90/Kg);
- forma: prevalentemente rotondeggiante, con faccia inferiore piatta, baseconvessa, sommità ottusa mediamente pelosa;
- torcia: di limitata lunghezza;
- cicatrice ilare: di forma ellittica;
- pericarpo: sottile, di colore marrone chiaro, facilmente staccantesi dall'episperma che, a sua volta, si separa con facilità dal seme;
- seme: di polpa bianca, croccante e di gradevole sapore dolce.»

## Produzione
La resa massima di frutti ammessa è stabilita in 25 chilogrammi per pianta e in 30 quintali per ettaro, anche in annate particolarmente favorevoli, quando è opportuno effettuare una cernita dei frutti migliori; il numero di piante per ettaro varia da un minimo di 80 a un massimo di 160.
La Campania è la Regione italiana maggiormente interessata alla produzione di castagne con una media annuale che si aggira intorno ai 200/220 000 quintali, pari a circa 1/3 della produzione nazionale. 
La produzione annua locale complessiva è di circa 50-60.000 quintali.
Parte della raccolta viene destinata alla produzione delle castagne del prete.

## Castagne o marroni?
Bisogna distinguere i due frutti del castagno: castagna e marrone. Non sempre la castagna grande è il marrone, l'aspetto visivo può trarre in inganno.
- È marrone il frutto che all'interno della buccia più dell'88% di frutti, e con la pellicola che penetra poco in profondità, e viene facilmente staccata nella pelatura. Esso ha inoltre destinazione sia consumistica che industriale.
- La castagna presenta all'interno più del 12% di frutti settati e ha pellicola che penetra in profondità nel seme e difficilmente si stacca. La castagna si presta a quasi tutti i tipi di consumo.

| Castagne                                                                                        | Marroni                                                                                           |
| ----------------------------------------------------------------------------------------------- | ------------------------------------------------------------------------------------------------- |
| Piccole dimensioni del frutto (più di 90 frutti per 1 kg);                                      | Meno di 90 frutti per 1 kg;                                                                       |
| Colore bruno scuro ed uniforme della buccia.                                                    | Colore più chiaro con striature scure in senso meridiano ben marcate.                             |
| Forma semisferica allungata o quasi conica.                                                     | Forma ovale allargata.                                                                            |
| Buccia spessa e coriacea con una pellicola interna (episperma) profondamente inserita nel seme. | Buccia sottile con pellicola che non penetra in profondità nel seme e che si stacca con facilità. |
| Operazioni di pelatura generalmente difficili.                                                  | La pellicola si stacca con facilità dal seme.                                                     |
| Polpa gustosa e dolce che non si disfa alla cottura.                                            | Polpa discretamente gustosa.                                                                      |

## Metodi di conservazione
La castagna appena raccolta è molto deperibile, per questo deve essere venduta in breve tempo. Il disciplinare consente diversi metodi tradizionali e naturali di conservazione. Di seguito solo i più diffusi.
Curatura in acqua freddaQuesta metodologia consiste nel sistemare le castagne in recipienti di legno o plastica, e sommergerle in acqua fredda. L'operazione dura 9 giorni che sono così divisi:
- Giorno 1 preparazione.
- Giorno 2 cambio del 50% dell'acqua.
- Giorno 3 cambio del 50% dell'acqua.
- Giorno 4 cambio del 50% dell'acqua.
- Giorno 5 cambio totale dell'acqua.
- Giorno 6 cambio del 50% dell'acqua (eventuale aggiunta di sorbato di potassio).
- Giorno 7 cambio del 50% dell'acqua (eventuale aggiunta di sorbato di potassio).
- Giorno 8 cambio totale dell'acqua
- Giorno 9 estrazione dell'acqua e sistemazione delle castagne in un recipiente o a terra.
- Giorni successivi rivoltamento delicato del frutto.

Stratificazione in sabbiaIn questo processo può essere usata anche la segatura, l'importante, come anche per la sabbia è che sia asciutta e secca. Le castagne, dopo la caratura e la selezionatura, vengono stratificate in mezzo alla sabbia (o segatura).  La stratificazione non deve superare i 20 cm e deve riposare in luogo asciutto. Con questo metodo, il prodotto può durare fino a primavera.
Con questo processo non vengono alterate le proprietà.
SurgelazioneLa castagna può essere surgelata a -20 °C per essere conservata per lungo tempo. Per essere surgelato, il frutto deve essere selezionato, lavato e spazzolato.
SverminazioneRiservata al prodotto destinato all'esportazione.